# ACeS
ACeS era una compagnia di telecomunicazioni satellitari asiatica che gestiva due satelliti: Garuda 1 e Garuda 2, utilizzato come riserva, con sede a Jakarta, Indonesia. La proprietà era: PT. Pasifik Satelit Nusantara (PSN) dell'Indonesia, Lockheed Martin Global Telecommunication (LMGT) degli Stati Uniti, Jasmine International Overseas Ltd della Thailandia e Distance Telephone Co. (PLDT) delle Filippine.
Ad ACeS era stato assegnato il codice  telefonico virtuale +88220, un codice di reti internazionali invece che un codice GMSS dato che il sistema non funzionava a livello globale. La società forniva un telefono, l'ACeS R190, che affermava essere il più piccolo telefono satellitare del mondo. Si trattava di un telefono cellulare GSM dual mode che non supporta l'invio di SMS in modalità satellite. Inoltre ACeS ha sviluppato una telefono satellitare fisso, l'ACeS FR-190, che ha consentito a molti villaggi e aree rurali dell'Asia accesso ai servizi telefonici di base.
Nel 2006 l'ACeS ha stretto un accordo commerciale di collaborazione con Inmarsat. Dall'accordo sono nati i nuovi servizi satellitari regionali (operativi in Africa e parte dell'Asia) Inmarsat Isatphone, Fleetphone e Landphone. Per la seconda metà del 2010 è prevista una nuova generazione di terminali funzionanti sulla rete Inmarsat.
La rete ACeS è stata progettata per servire fino a 2 milioni di abbonati. Mirava ai mercati non serviti dalle normali reti cellulari terrestri, come le aree rurali, la silvicoltura, l’industria mineraria e marittima. Tuttavia le vendite sono cresciute lentamente e dopo cinque anni di attività ACeS contava meno di 20.000 abbonati. L'azienda non è riuscata ad attirare più clienti e alla fine è stat considerata da molti un fallimento commerciale. Nel 2014 ACeS è stata posta in liquidazione.

## Garuda 1
Il satellite Garuda 1 è stato lanciato il 12 febbraio 2000 dalla Cosmodromo di Baikonur, in Kazakistan, condotto dalla International Launch Services usando il Proton con un blocco 1 DM stadio superiore.